# Mega Man 2
Mega Man 2, conhecido no Japão como Rockman 2: Dr. Wily no Nazo (ロックマン2 Dr.ワイリーの謎, Rokkuman 2: Dr. Wairī no Nazo), é um jogo eletrônico de ação-plataforma desenvolvido e publicado pela Capcom. Faz parte da série de jogos Mega Man e foi lançado inicialmente em 1988 para Nintendo Entertainment System.

## Recepção
Em geral, Mega Man 2 foi bem recebido. Alguns o consideraram como o melhor jogo da série Mega Man.